# Società Calcistica Cerretese 1981-1982
Questa voce raccoglie le informazioni riguardanti la Società Calcistica Cerretese nelle competizioni ufficiali della stagione 1981-1982.

## Rosa
| N. |                   | Ruolo | Calciatore           |
| -- | ----------------- | ----- | -------------------- |
|    | Italia (bandiera) | A     | Vincenzo Amendola    |
|    | Italia (bandiera) | D     | Fabio Capone         |
|    | Italia (bandiera) | C     | Marcello Carli       |
|    | Italia (bandiera) | D     | Francesco Ciccarelli |
|    | Italia (bandiera) | P     | Fabio Conti          |
|    | Italia (bandiera) | D     | Daniele Fiorelli     |
|    | Italia (bandiera) | A     | Fabio Fratena        |
|    | Italia (bandiera) | A     | Giorgio Giorli       |
|    | Italia (bandiera) | D     | Riccardo Laurenti    |

| N. |                   | Ruolo | Calciatore          |
| -- | ----------------- | ----- | ------------------- |
|    | Italia (bandiera) | C     | Luca Mattei         |
|    | Italia (bandiera) | A     | Lorenzo Mazzeo      |
|    | Italia (bandiera) |       | Papini              |
|    | Italia (bandiera) | C     | Davide Pieracci     |
|    | Italia (bandiera) | C     | Stefano Pontis      |
|    | Italia (bandiera) | C     | Giacomo Russo       |
|    | Italia (bandiera) | P     | Guido Sani          |
|    | Italia (bandiera) | C     | Fabrizio Sansonetti |
|    | Italia (bandiera) | D     | Filippo Sarti       |